# كريس يوبانك جونيور
كريس يوبانك جونيور (بالإنجليزية: Chris Eubank, Jr.)‏ مواليد 18 سبتمبر 1989 في شرق ساسكس، إنجلترا، هو ملاكم محترف إنجليزي يصنف ضمن فئة الوزن المتوسط. حقق بطولة رابطة الملاكمة العالمية.

## إحصائيات
خاض خلال مسيرته 24 نزالا، فاز في 23 وخسر في 1. فاز بالضربة القاضية في 18 نزالا.

## روابط خارجية
- كريس يوبانك جونيور على موقع بوكس ريك (الإنجليزية) (registration required)
- كريس يوبانك جونيور على موقع Tapology.com (الإنجليزية)